# Бурилово (Николаевская область)
Бури́лово (укр. Бурилове) — село в Кривоозерском районе Николаевской области Украины.
Население по переписи 2001 года составляло 1117 человек. Почтовый индекс — 55150. Телефонный код — 5133. Занимает площадь 4,028 км².

## Местный совет
55150, Николаевская обл., Кривоозерский р-н, с. Бурилово, ул. Садовая, 59